# Nipponidion yaeyamense
Nipponidion yaeyamense is een spinnensoort in de taxonomische indeling van de kogelspinnen (Theridiidae).
Het dier behoort tot het geslacht Nipponidion. De wetenschappelijke naam van de soort werd voor het eerst geldig gepubliceerd in 1993 door Hajime Yoshida.